# Патријарх антиохијски Григорије IV
Патријарх Григорије IV (рођ. Гантос Ђорђе Хадад; 1. јул 1859, село Абаја, гора Либан — 12. децембар 1928) — епископ Антиохијске православне цркве; од 1906. Патријарх антиохијски и свега Истока.

## Биографија
Потицао је из сиромашне арапске породице, учио је у сеоској школи коју је отворила америчка протестантска мисија, а од 1872. учио у православној школи у Бејруту. 19. децембра 1877. године примио је монашки постриг у манастиру Нурија (Либан); За јеромонаха је рукоположен 29. августа 1879. године.
Антиохијски патријарх Герасим II хиротонисао га је 10. маја 1890. године за епископа Триполија у Сирији.
Деведесетих година 19. века почео је да сарађује са Руским царским православним палестинским друштвом у стварању школа у Трипољској епархији, а 1900. године водио је Баламандску богословску школу, која је обновљена у манастиру Баламанд за обуку арапског свештенства.
После смрти (услед тровања) првог антиохијског арапског патријарха Мелетија II (Думанија), 5. јуна 1906. године, изабран је на патријаршијски престо; избор је одмах признао руски Свети синод, али су га признали остали источни патријарси (Грци) тек у лето 1909. године.
Дошавши у Русију у фебруару 1913. године, на позив руског цара Николаја II, посетио је Санкт Петербург, Велики Новгород, Москву, Кијев и низ других места у Русији, учествовао у обележавању 300. Дома Романових, посебно 21. фебруара предводио је свечану литургију у Казанској катедрали у Санкт Петербургу, уз саслужење мноштва руских и страних јерараха. Остао је у Санкт Петербургу до 16. априла 1913, чекајући позитивну одлуку о својој молби за бенефиције својој патријаршији, чији је владин предлог на крају одбила Државна дума.
Одликован је орденом Светог Александра Невског; предводио је хиротоније једног броја свештеника, као и епископа Кипријана (Шњињикова), Алексија (Симанског) (касније Патријарх московски и целе Русије) и Дионисија (Валединског).
Преминуо 12. децембра 1928 у Бејруту.